# Embalse del Encinarejo
El embalse del Encinarejo es un pantano situado en el Parque natural de la Sierra de Andújar, en el término municipal de Andújar,   provincia de Jaén.
Se encuentra ubicado inmediatamente aguas abajo del embalse del Jándula, de manera que recibe las aguas reguladas del mismo. Están separados una distancia de 7 km aproximadamente en línea recta. Es uno de los más antiguos de la cuenca del Guadalquivir, inaugurado durante la Segunda República.
La capacidad del embalse es de 15 hm³. Su principal afluente es el río Jándula, destacando también la aportación del río Sardinilla por el margen occidental. Otros afluentes de menor entidad que vierten sus aguas sobre el pantano son los arroyos de Doña Rosa, del Madroñalejo, de los Verdiales, de Garganta, de los Cerrajeros y de las Barrondillas.

## Usos
Sus usos son de producción de electricidad y de recreación (pesca, baño, navegación, pícnic), así como el mantenimiento de un caudal ecológico.

## Entorno natural
El entorno del embalse está catalogado como Lugar de Interés Comunitario. Cuenta con hasta un 25 % de vegetación climácica, es decir, sin afectación antrópica.
De gran valor ecológico, sus bosques de ribera están compuestos por ejemplares tales como fresnos, alisos, adelfas y sargas. Son un hábitat óptimo para especies como el lince ibérico, el ciervo, el águila imperial ibérica, el lobo ibérico, el buitre negro, la garza real o el zampullín.
En el embalse habitan especies como el black bass, la carpa y el barbo. Y junto a ellas, un pez que sólo se encuentra en estas aguas y afluentes del Jándula, denominado bogardilla.
Geología
La geología del entorno está formada principalmente por rocas plutónicas de carácter granítico, creando un paisaje de fuertes pendientes y cimas redondeadas.
Calidad de las aguas
El Sistema de Información Nacional de Aguas de Baño incluyó en 2018 al embalse del Encinarejo entre los diez mejores ríos, embalses y pantanos para bañarse en España.